# Donald Judd
Donald Clarence Judd (Excelsior Springs, 3 giugno 1928 – New York, 12 febbraio 1994) è stato un artista statunitense.

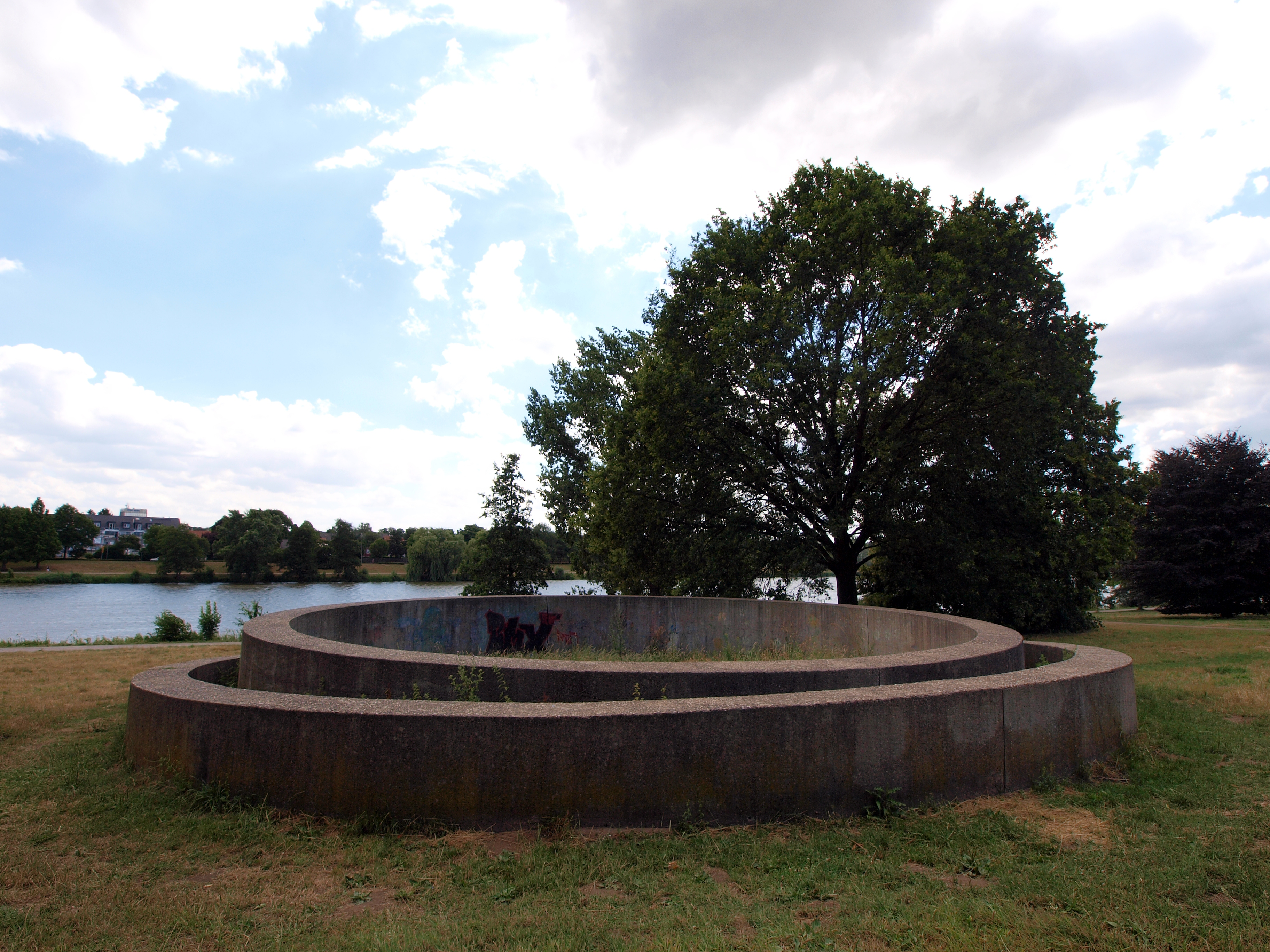
Donald Judd, Senza titolo 1977, Münster, Germania

Il suo nome è spesso associato al minimalismo. È considerato uno degli artisti più significativi del XX secolo. Le sue idee radicali e il suo lavoro continuano a influenzare i campi dell'arte, dell'architettura e del design.

## Biografia
Nasce a Excelsior Springs il 3 giugno 1928. Presta servizio militare nell’esercito dal 1946 al 1947 nel ruolo di ingegnere e, nel 1948, comincia i suoi studi al College di William e Mary. Successivamente si trasferisce alla Columbia University School of General Studies dove si laurea in filosofia e frequenta un master in storia dell’arte sotto la guida di Rudolf Wittkower e Meyer Schapiro. Tra il 1959 e il 1965 si mantiene scrivendo articoli di critica d’arte per le maggiori riviste d'arte americane. Nel 1964 sposa la ballerina Julie Finch, da cui divorzierà nel 1978. La coppia, nel 1968, avrà un figlio, Flavin Starbuck Judd, nel 1970 una figlia, Rainer Yingling. Dalla fine degli anni Settanta a metà anni Ottanta, si lega sentimentalmente all’artista, architetta ed educatrice Lauretta Vinciarelli.
Muore a 65 anni, a Manhattan, a causa di un linfoma il 12 febbraio 1994.

### Prime opere - Fase tradizionalista
A fine anni Quaranta inizia la sua carriera artistica, dipingendo su supporti tradizionali come la tela, e indagando la relazione tra forma e spazio. La sua prima personale di dipinti espressionisti si tiene nel 1957 alla Panoramas Gallery di New York. Tra gli anni Cinquanta e Sessanta inizia a sperimentare la tecnica dell’incisione su legno, spostandosi da un’arte figurativa verso un crescente astrattismo, prima intagliando forme circolari e definendo forme geometriche. Tra il 1961 e il 1962 realizza numerosi rilievi che combinano elementi di pittura e scultura e, nel 1963, cessa definitivamente di dipingere per realizzare opere tridimensionali, in cui la scultura perde la sua funzione mimetica e si riduce a mera oggettualità.

### Critico d'arte
Lo sviluppo della sua produzione tra il 1957 e il 1963 ha luogo quasi interamente a porte chiuse. Per oltre cinque anni, infatti, rifiuta di partecipare ad esposizioni. In questo periodo è più conosciuto come critico d'arte che come artista. Nelle sue recensioni discute il lavoro di più di 500 artisti che espongono a New York negli anni Sessanta, su riviste di arte come ARTnews. In esse fornisce un resoconto fondamentale di questo periodo importante dell'arte americana, sottolineando anche le implicazioni sociali e politiche della produzione artistica.

### Prima mostra personale di oggetti
La sua prima mostra di oggetti si tiene alla Green Gallery di New York nel dicembre 1963. Ritiene infatti che i suoi lavori abbiano raggiunto un'adeguata maturità espressa da uno stabile repertorio di forme sulle quali continuerà a lavorare per i successivi trent’anni. Si tratta di Boxes (scatole disposte nello spazio e Progressions (parallelepipedi di diverse grandezze posizionati in successione orizzontale su una parete). Realizza tutte le opere manualmente, usando soprattutto compensato e componenti metalliche dipinti con colore uniforme. Il suo intento è quello di allontanarsi da ogni forma di arte illusoria, come la pittura e l'incisione, per muoversi esclusivamente negli spazi reali.

### Fase astratta -Specific Objects
La maggior parte della sua produzione è rappresentata dagli Specific Objects, strutture autoportanti in forme semplici e ripetute - costruite in materiali poveri come metallo, compensato, plexiglas colorato e calcestruzzo - che dialogano con lo spazio circostante e l'una con l'altra. Dal 1964 ne affida la realizzazione ad artigiani e a piccole fabbriche, che si basano sui suoi disegni. Sfruttando il potenziale delle tecniche di produzione meccanica, vuole ottenere un'arte astratta e geometrica, dalla fredda eleganza, da cui sembra essere stata bandita ogni soggettività, ogni firma personale.
Il 1965 vede la comparsa dei suoi primi Stacks, unità di metallo identiche fissate alla parete a intervalli regolari, che formano una colonna verticale tesa tra il pavimento e il soffitto.
Le sue sculture possono essere combinate serialmente o meno, a seconda della volontà dell'artista. Alcune sue creazioni sono state esposte con un numero diverso di elementi rispetto a quello originale, a causa delle limitazioni dello spazio a loro destinato.
Contemporaneamente all’abbandono della pittura per la scultura nei primi anni sessanta, Judd scrive il saggio “Specific Objects”, pubblicato nel 1964.  In esso afferma che le sue opere non sono classificabili né come pittura né come scultura. L’artista stesso ricerca la spersonalizzazione della creatività artistica attraverso l'adozione processi industriali. L'identificazione di questa nuova categoria di opere è parte costitutiva della teoria artistica di Judd.
Nel 1966 espone due opere alla mostra, fondamentale per la storia del minimalismo, Primary Structures al Jewish Museum di New York, dove contesta l’affermazione dello scultore Mark di Suvero secondo cui i veri artisti realizzano da soli le proprie opere, asserendo che il metodo non è importante affinché il risultato sia considerato arte.
Nel 1968 il Whitney Museum of American Art ospita una retrospettiva su di lui che non include nessuno dei suoi primi dipinti, tacendone gli inizi figurativi. Nello stesso anno acquista un palazzo di cinque piani al 101 di Spring Street a New York adibito ad abitazione e studio. Nei successivi venticinque anni lo rinnoverà e modificherà continuamente, installandovi sue opere o commissionandole ad altri artisti, secondo un pensiero critico che si contrappone alle ritualità del mondo dell'arte che finiscono per porre in secondo piano le opere.

### Opere mature
Nei primi anni Settanta, Judd inizia a compiere viaggi annuali in Bassa California con la sua famiglia e rimane folgorato dal vuoto e dal nitore del deserto, con il quale sentirà un legame che lo accompagnerà per il resto della sua vita. Nel 1971 affitta una casa a Marfa, dove successivamente comprerà numerosi edifici ed ettari di terra conosciuti come Ayala de Chinati. In questi anni le sue opere crescono per dimensione e nella complessità. Inizia, infatti, a realizzare installazioni grandi quanto un’intera stanza, la cui vista vuole provocare nell'osservatore un’esperienza fisica intensa.
Anche i materiali adoperati cambiano nel corso del tempo: al compensato non dipinto - apprezzato per le sue durevoli qualità strutturali, che gli permettono di accrescere la dimensione delle sue opere, evitando piegamenti e deformazioni - preferisce negli anni Ottanta l’acciaio Corten per alcune grandi opere all’aperto e per tutti i lavori realizzati a Marfa. Nel 1984 inizia a lavorare con l’alluminio smaltato e commissiona alla compagnia svizzera Lehni AG la realizzazione di opere ottenute incurvando e inchiodando il materiale. Continuerà a produrre pezzi con questa tecnica fino ai primi anni Novanta, ampliando notevolmente la gamma di colori e realizzando opere policrome. Nel 1990 apre un atelier in una vecchia fabbrica di liquori a Colonia, in Germania.
A partire dal suo trasferimento a Marfa progetta pezzi d'arredo, come sedie, letti, tavoli e scaffali realizzati in legno di pino grezzo. Inizia a collaborare con artigiani di varie parti del mondo, in grado di utilizzare una grande varietà di tecniche e materiali. Al momento della morte, nel 1994, sta lavorando a una serie di fontane commissionategli dalla città di Winterthur e alla nuova facciata in vetro per la stazione di Basilea.

### Lavoro accademico
Judd insegna in numerose istituzioni accademiche degli Stati Uniti: la Allen-Stevenson School, il Brooklyn Institute of Arts and Sciences, il Dartmouth College di Hannover e la Yale University di New Haven (1967). Dal 1983 tiene lezioni sull’arte e la sua relazione con l’architettura in varie università degli Stati Uniti, dell’Europa e dell’Asia. Durante la sua vita pubblica un vasto corpo di scritti teorici in cui promuove l’arte minimalista. Questi saggi sono raccolti in due volumi pubblicati nel 1975 e nel 1987.

### Fondazione Chinati
Nel 1979, con l’aiuto della Dia Art Foundation, acquista un tratto di terreno desertico nei pressi di Marfa che include alcuni fabbricati abbandonati. La Fondazione Chinati  apre al pubblico nel 1986 come una fondazione artistica non-profit, concepita per esporre i suoi lavori e quelli di altri artisti (tra cui John Chamberlain, Dan Flavin).

### Judd Foundation
La fondazione viene ideata da Judd nel 1977 e creata nel 1996 a Marfa con lo scopo di preservare le sue opere e installazioni presenti in questo luogo e nella sua abitazione-studio al 101 di Spring Street a New York. La fondazione è considerata una componente fondamentale per la comprensione dell’opera dell'artista di cui promuove la conoscenza. La sede è composta da 22 edifici, in cui vengono svolti programmi educativi e didattici. Nel 2013 l'ente, diretto dai figli dell’artista, ha completato la ristrutturazione del palazzo di New York, aprendolo al pubblico per la prima volta. Nel 2018 ha avviato un piano di ristrutturazione a lungo termine per i suoi immobili a Marfa. Nel 2015 ha ristampato tutti i testi di Judd del 1959-1975.

### Mostre
Le opere di Judd sono state incluse in più di 230 personali in musei e gallerie in tutto il mondo. La Panoramas Gallery organizza la prima personale nel 1957. Nel 1963 la Green Gallery di New York realizza la prima personale di opere tridimensionali. Nel 1968 il Whitney Museum of American Art di New York ospita la prima retrospettiva dei suoi lavori. Judd partecipa alla sua prima Biennale di Venezia nel 1980 e a Documenta a Kassel nel 1982. Nel 1987 viene realizzata una grande mostra itinerante delle sue opere.

### Opere in musei e collezioni
- Museo Boijmans Van Beuningen
- Städelsches Kunstinstitut
- Museo Nacional Centro de Arte Reina Sofía
- Minneapolis Institute of Art
- Art Institute of Chicago
- Museo Nelson-Atkins
- Galleria nazionale finlandese
- Museum of Modern Art
- National Gallery of Victoria
- National Gallery of Art
- National Gallery of Canada
- SMAK
- Print Collection of The New York Public Library
- Indianapolis Museum of Art
- Museo d'Israele
- Fondazione Chinati
- Museo di Arte Moderna e Contemporanea di Udine Casa Cavazzini
- Tate Modern
- Royal Museum of Arts of Belgium

### Premi
- Guggenheim Fellowship (1968)
- Sikkens prize (1993)

## Opere
- Untitled (Progression), 1965, painted and galvanized iron, 12.7 x 175.3 x 21.6 cm, Saint Louis Art Museum.
- Untitled (Stack), 1967, Lacquer on galvanized iron, twelve units, each 9 x 40 x 31" (22.8 x 101.6 x 78.7 cm), MoMA.
- Untitled, 1967, collection of Indianapolis Museum of Art.
- Untitled, 1976, anodized aluminum, 15 x 281,3 x 15 cm, Solomon R. Guggenheim Foundation, New York, Collezione Hannelore B. e Rudolph B. Schulhof, lascito Hannelore B. Schulhof, 2012.[10].
- Untitled, 1977, stainless steel box, MoMA.
- Prototype desk 33 and side shelf chairs 84, 1978-1980, LACMA.
- Untitled, 1991, enameled aluminium, 150 x 750 x 165 cm.
- Untitled, Tate Liverpool Museum.

## Galleria d'immagini

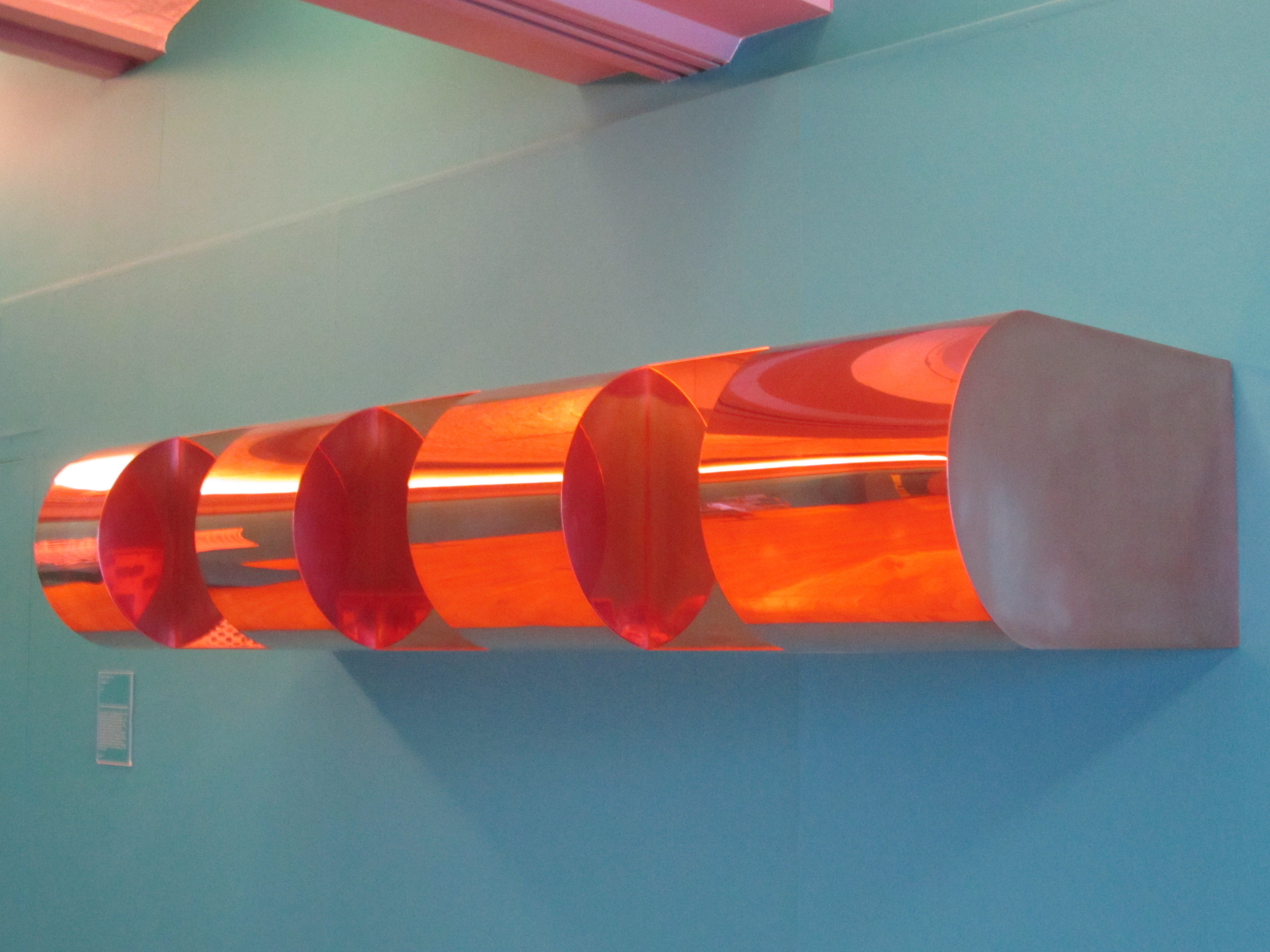
Untitled by Donald Judd, Tate Liverpool, England.